# Alfa och omega
Alfa och omega är den första och den sista bokstaven i det klassiska (joniska) grekiska alfabetet. I Uppenbarelseboken 1:8 kallar sig Gud för alfa och omega, det vill säga alltings början och fullbordan. Trots att många bibelkommentatorer ger denna titel både till Kristus och Gud så finns det andra uppfattningar. 
Albert Barnes skriver i Notes on the New Testament (1974): "It cannot be absolutely certain that the writer meant to refer to the Lord Jesus specifically here... There is no real incongruity in supposing, also, that the writer here meant to refer to God as such."
Enligt treenighetsläran tror många kristna att Jesus och Gud är ett. Men alla kristna tror inte på en treenig gud utan att det är endast Gud som kan inneha denna titel (inte Kristus).
Alfa och omega förekommer tillsammans med chi och rho i den äldsta kristna konsten och på mosaiker, till exempel bilden av Kristus i kyrkan San Miniato al Monte i Florens.

## A och O
Det svenska uttrycket A och O kommer just från "alfa och omega", med betydelsen "det väsentliga" eller "det viktigaste och från början till slutet" i till exempel: 
"Balans är A och O, när man går på lina."